# Balthazar
Balthazar je belgická indie pop-rocková hudební skupina založená v druhé polovině roku 2004, jejíž členové pochází z měst Kortrijk a Gent ve Flandrách. Současnými členy jsou Maarten Devoldere, Jinte Deprez, Simon Casier, Michiel Balcaen a Tijs Delbeke. V roce 2005 skupina zvítězila v soutěži mladých talentů v západních Flandrách, v roce 2010 získala za album Applause ocenění Nejlepší album roku a v roce 2019 se jejich čtvrtá studiová deska Fever umístila na první příčce žebříčku Ultratop, který generuje a vydává oficiální rekordní žebříčky v Belgii.

## Vystoupení v Česku
V Česku vystoupil Jinte Deprez na koncertě se sólo projektem J. Bernardt v listopadu 2017 v klubu Café v lese., o dva roky později přijela kompletní skupina společně s belgickým hudebníkem Faces on TV a novou deskou Fever do klubu Lucerna Music Bar. V roce 2022 byli součástí programu festivalu Metronome, který se konal na pražském výstavišti.  

## Členové kapely
Stávající členové
- Maarten Devoldere – vokály, kytara, klávesy
- Jinte Deprez – vokály, kytara, klávesy
- Simon Casier – basová kytara
- Michiel Balcaen – bubny
- Tijs Delbeke – klávesy, housle, kytara, pozoun

Bývalí členové
- Joachim Quartier – basová kytara
- Koen Verfaillie – bubny
- Christophe Claeys – bubny
- Patricia Vanneste – zpěv, housle, syntezátor

## Diskografie

### Studiová alba
| Rok  | Album      | Pozice v žebříčku | Pozice v žebříčku | Pozice v žebříčku | Pozice v žebříčku | Pozice v žebříčku |
| Rok  | Album      | BEL(Fl)           | BEL(Wa)           | FR                | NE                | SWI               |
| ---- | ---------- | ----------------- | ----------------- | ----------------- | ----------------- | ----------------- |
| 2010 | Applause   | 13                | —                 | —                 | 69                | —                 |
| 2012 | Rats       | 1                 | 57                | 80                | 41                | —                 |
| 2015 | Thin Walls | 2                 | 23                | 59                | 19                | —                 |
| 2019 | Fever      | 1                 | 5                 | 30                | 11                | 38                |
| 2021 | Sand       | 1                 | 1                 | —                 | —                 | 23                |

### Singly
| Rok  | Název                                | Pozice v žebříčku | Pozice v žebříčku | Pozice v žebříčku | Pozice v žebříčku | Album      |
| Rok  | Název                                | BEL(Fl) Ultratop  | BEL(Fl) Ultratip  | BEL(Wa) Ultratip  | FRA               | Album      |
| ---- | ------------------------------------ | ----------------- | ----------------- | ----------------- | ----------------- | ---------- |
| 2007 | „This Is a Flirt“                    | —                 | 4                 | —                 | —                 |            |
| 2008 | „Bathroom Lovin': Situations“        | —                 | 15                | —                 | —                 |            |
| 2009 | „Fifteen Floors“                     | —                 | 19                | —                 | —                 | Applause   |
| 2010 | „I'll Stay Here“                     | —                 | 34                | —                 | —                 | Applause   |
| 2011 | „The Boatman“                        | —                 | 12                | —                 | —                 | Applause   |
| 2012 | „The Oldest of Sisters“              | —                 | 8                 | —                 | —                 | Rats       |
| 2012 | „Do Not Claim Them Anymore“          | —                 | 5                 | —                 | —                 | Rats       |
| 2013 | „Sinking Ship“                       | —                 | 11                | —                 | —                 | Rats       |
| 2014 | „Leipzig“                            | —                 | 10                | —                 | —                 |            |
| 2015 | „Then What“                          | —                 | 2                 | 24                | —                 | Thin Walls |
| 2015 | „Bunker“                             | —                 | 8                 | 25                | 140               | Thin Walls |
| 2015 | „Nightclub“                          | —                 | 7                 | —                 | —                 | Thin Walls |
| 2016 | „Wait Any Longer“                    | —                 | 14                | —                 | —                 | Thin Walls |
| 2018 | „Fever“                              | 47                | —                 | 31                | —                 | Fever      |
| 2018 | „Entertainment“                      | —                 | —                 | 28                | —                 | Fever      |
| 2019 | „I'm Never Gonna Let You Down Again“ | —                 | 4                 | —                 | —                 | Fever      |
| 2019 | „Wrong Vibration“                    | —                 | 8                 | —                 | —                 | Fever      |
| 2019 | „Changes“                            | —                 | 9                 | —                 | —                 | Fever      |
| 2020 | „Halfway“                            | —                 | 6                 | —                 | —                 |            |
| 2020 | „Losers“                             |                   |                   |                   |                   | Sand       |
| 2020 | „You Won't Come Around“              |                   |                   |                   |                   | Sand       |

## Vedlejší projekty
Někteří členové kapely v průběhu vytvořili vedlejší sólové projekty.
- Maarten Devoldere – Warhaus[4]
- Jinte Deprez – J. Bernardt[2]
- Simon Casier – Zimmerman